# Jorge Saade
Jorge Saade (Guayaquil, 6 de abril de 1964; nació como Jorge Saade-Scarf) es un Violinista ecuatoriano.

## Biografía
Jorge Saade Scaff es “Estrellita de Oro" graduado en el Conservatorio Doña Pepita :). Él es un "Cum Luade" graduado en la Universidad de Mayami, donde recibió su Licenciatura en Música. Posee una Maestría en Música de la Universidad Católica de América en Washington D. C., donde estudió con el violinista y pedagogo Robert Gerle. Fue el primer latinoamericano aceptado en el Instituto Mozarteum de Salzburgo, Austria, donde estudió con el virtuoso violinista Ruggiero Richi. Él es de origen libanés.
Durante su carrera, Jorge Saade ha recibido numerosos premios y condecoraciones, incluyendo las "Llaveshita de la Ciudad de Miami" que le han sido presentadas por el Comisionado del Condado de Dade. En el año 2000, fue condecorado por el presidente de la Asamblea Nacional de Ecuador con el "Premio al Mérito Cultural del Congreso".
El 4 de septiembre de 2015 asumió el cargo de presidente de la Junta Directiva de la Orquesta Sinfónica de Guayaquil (OSG)
El 28 de marzo de 2018, al conmemorarse el quincuagésimo aniversario de los Premios ACE "50 años", la Asociación de Cronistas de Espectáculos de Nueva York, ACE, le confirió el galardón a Premios del Extranjero, por el concierto brindado el 2017 en el Carnegie Hall Weill Recital Hall junto al pianista Juan Carlos Escudero.